# Rajd Finlandii

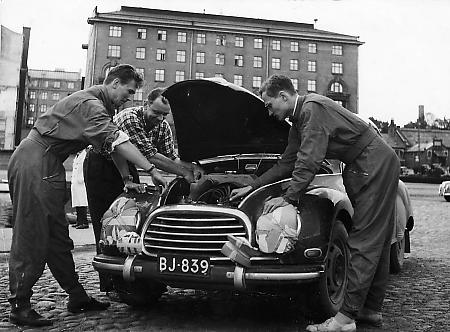
Osmo Kalpala i Eino Kalpala podczas rajdu w 1956

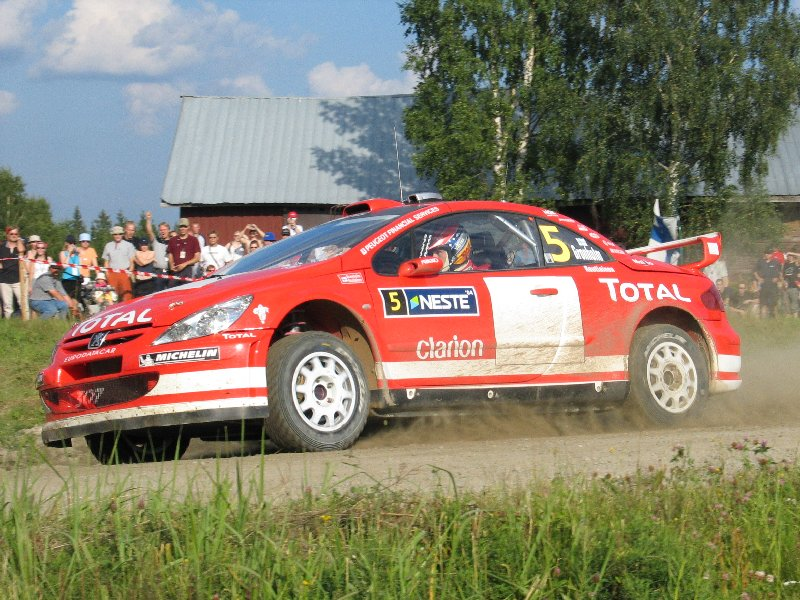
Marcus Grönholm podczas Rajdu Finlandii w 2004

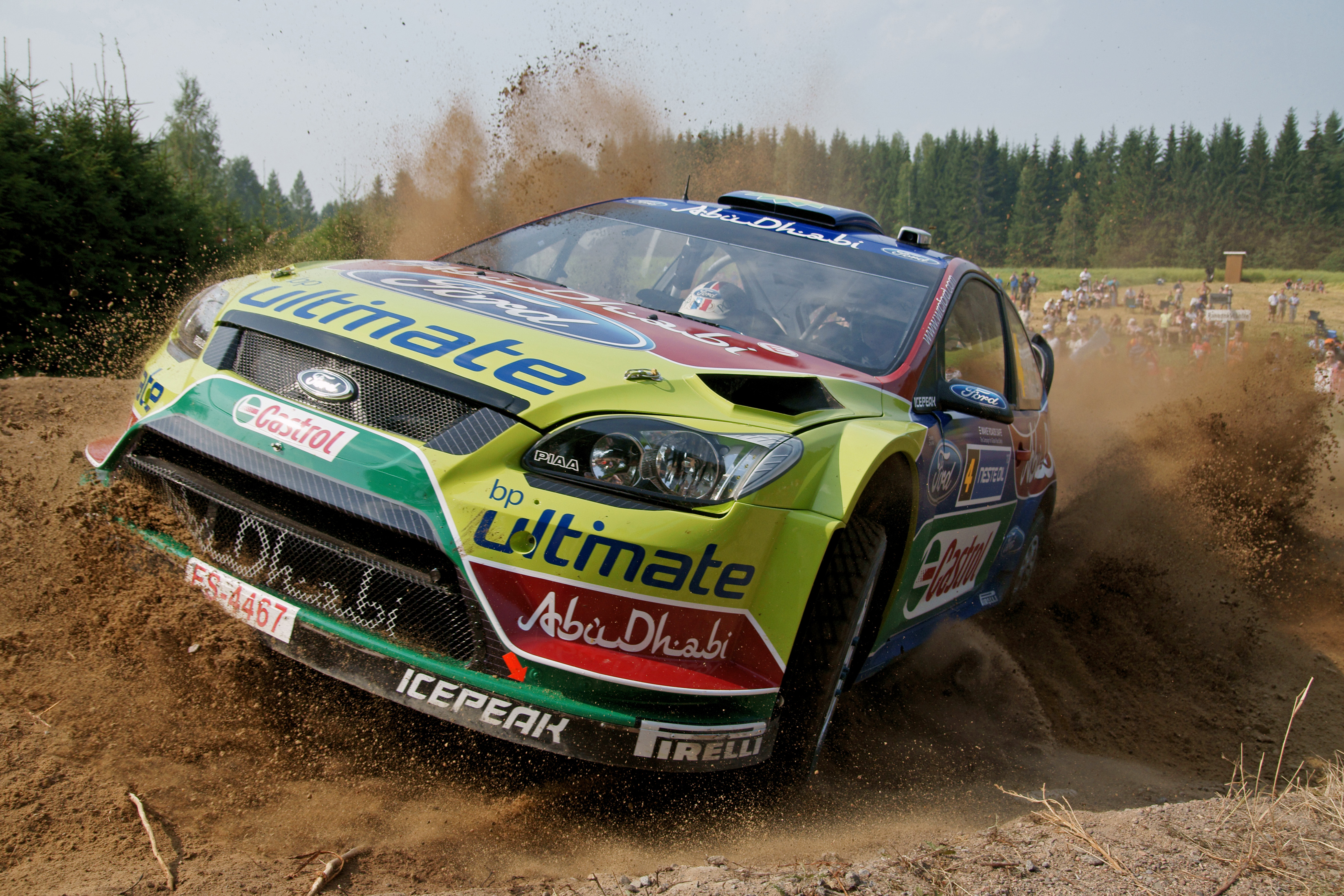
Jari-Matti Latvala podczas Rajdu Finlandii w 2010

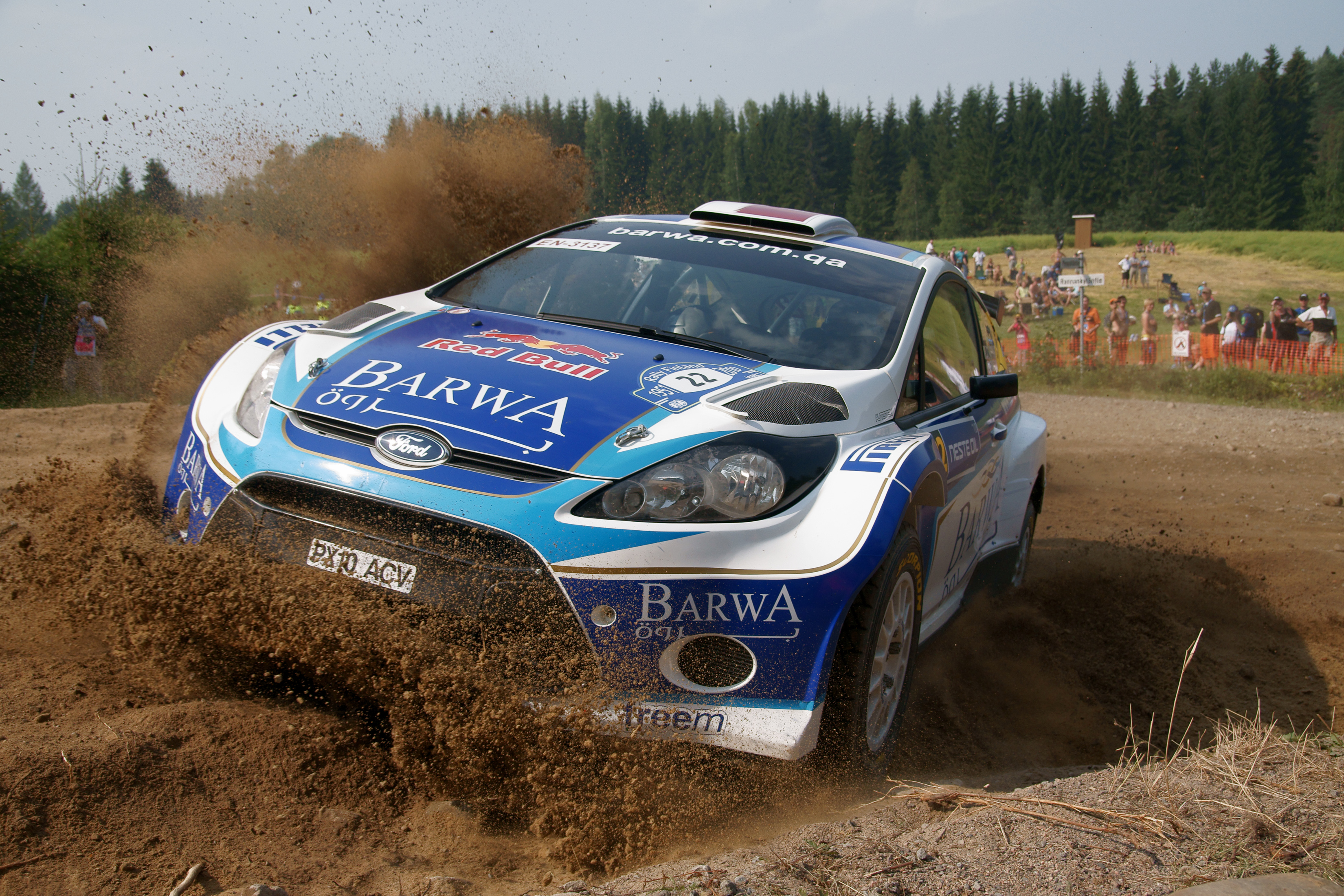
Nasir al-Atijja podczas Rajdu Finlandii w 2010

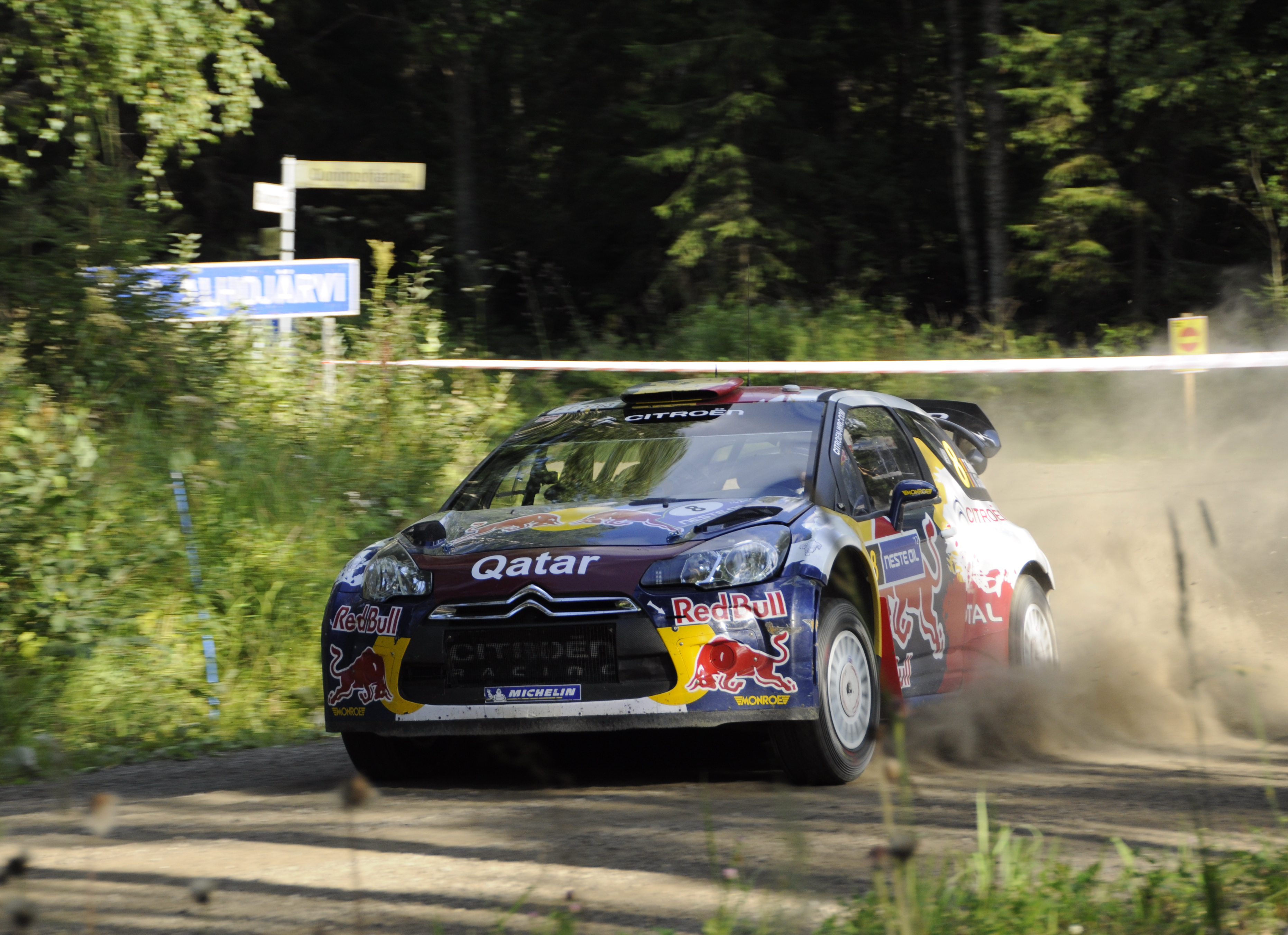
Thierry Neuville podczas Rajdu Finlandii w 2012

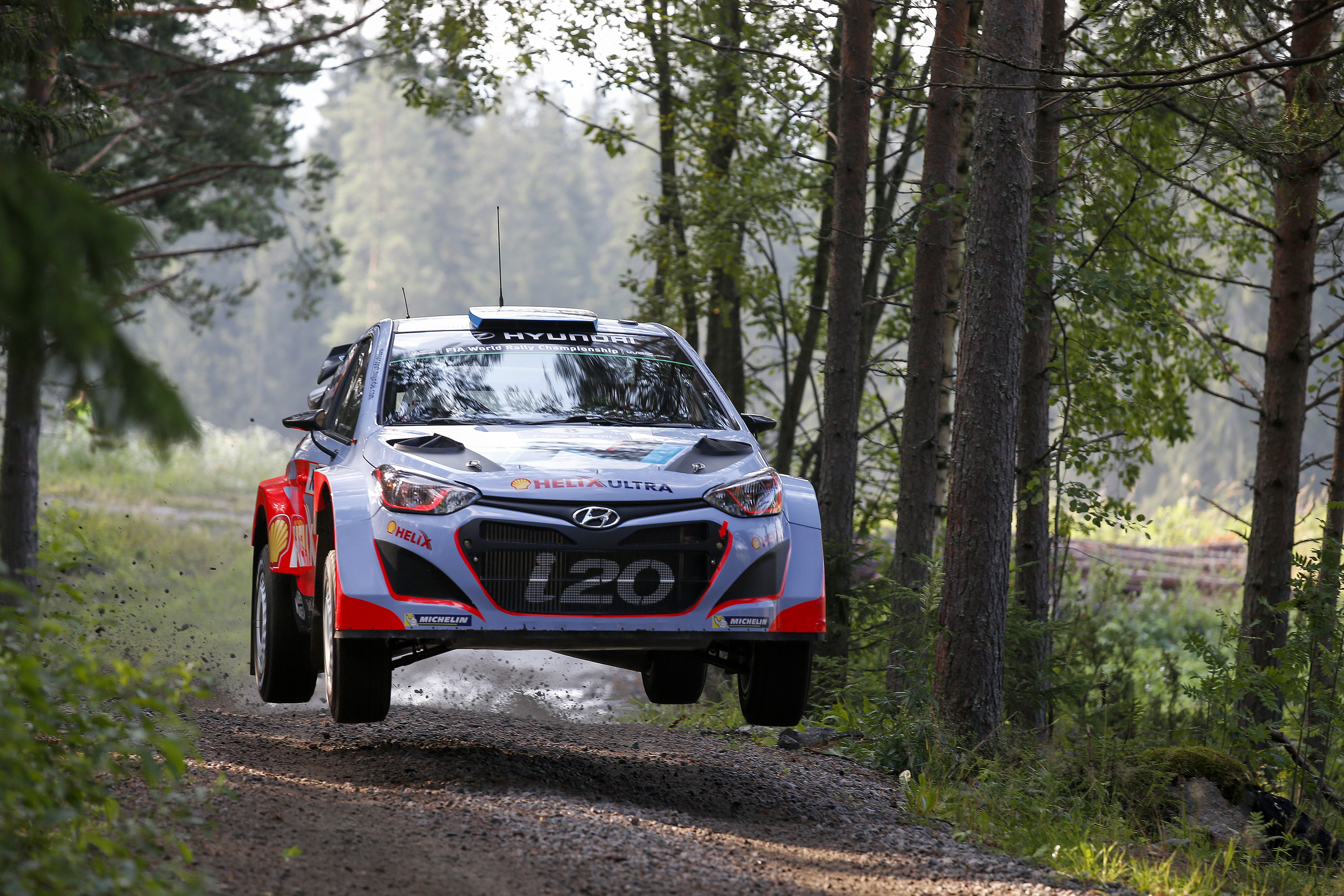
Juho Hänninen podczas Rajdu Finlandii w 2014

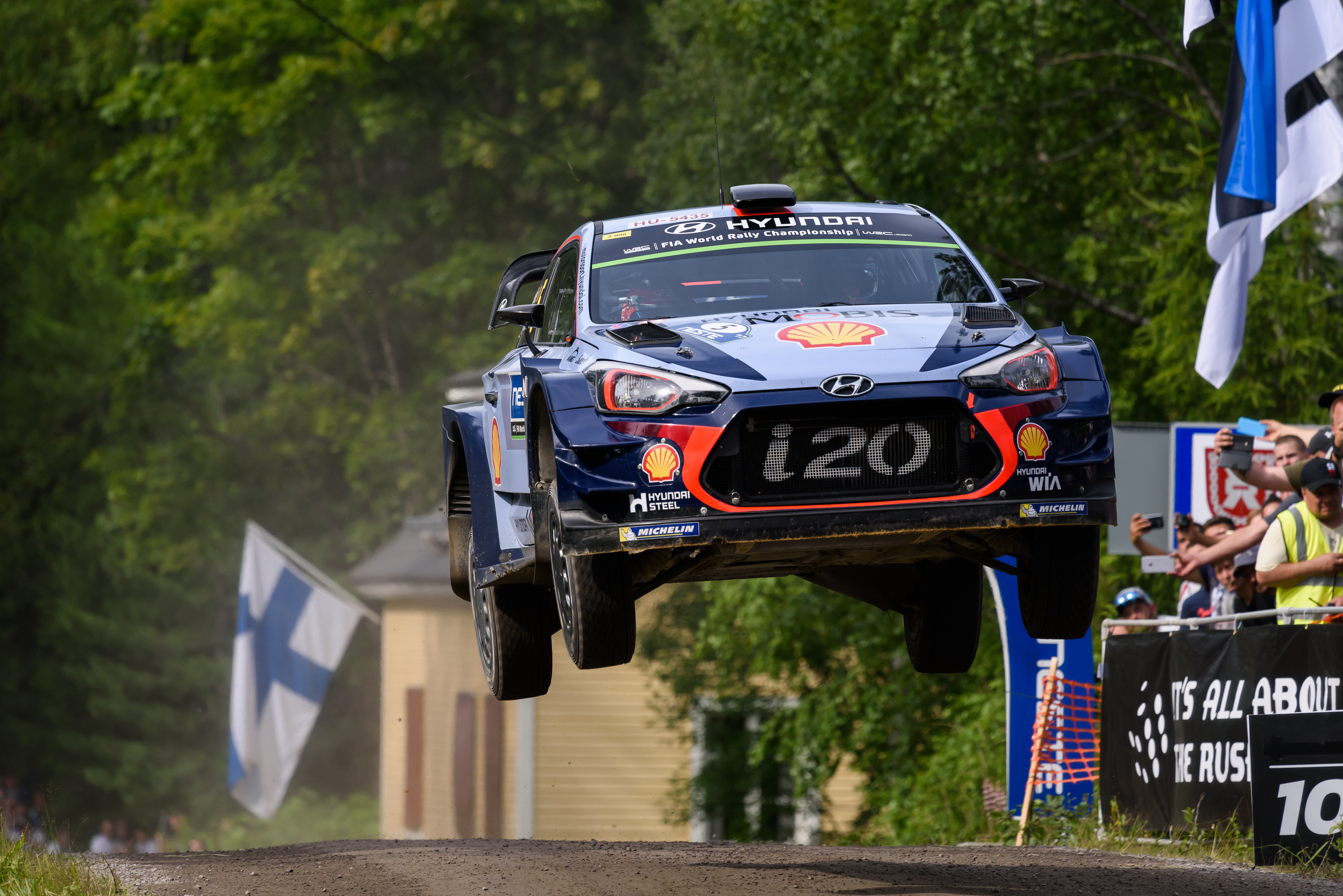
Thierry Neuville podczas Rajdu Finlandii w 2017

Rajd Finlandii (wcześniej pod nazwą Rajd Tysiąca Jezior) – rajd samochodowy organizowany pośród gęstych lasów środkowej Finlandii z bazą rajdu w Jyväskyli. Odbywa się od 1951 roku, a od 1973 jest eliminacją Rajdowych Mistrzostw Świata. Rajd odbywa się na szutrowych leśnych drogach, na których często występują tzw. hopy.

## Zwycięzcy[1]
| Rok  | Nazwa rajdu                                            | Kierowca                            | Pilot                               | Samochód                            | Kategoria |
| ---- | ------------------------------------------------------ | ----------------------------------- | ----------------------------------- | ----------------------------------- | --------- |
| 1951 | I Jyväskylän Suurajot                                  | Arvo Karlsson                       | Vilho Mattila                       | Austin Atlantic                     |           |
| 1952 | II Jyväskylän Suurajot                                 | Eino Elo                            | Kai Nuortila                        | Peugeot 203                         |           |
| 1953 | III Jyväskylän Suurajot                                | Vilho Hietanen                      | Olof Hixén                          | Allard                              |           |
| 1954 | Jyväskylän Suurajot                                    | Osmo Kalpala                        | Eino Kalpala                        | Panhard Dyna Z                      |           |
| 1955 | Jyväskylän Suurajot                                    | Eino Elo                            | Kai Nuortila                        | Peugeot 403                         |           |
| 1956 | Jyväskylän Suurajot                                    | Osmo Kalpala                        | Eino Kalpala                        | DKW Donau                           |           |
| 1957 | Jyväskylän Suurajot                                    | Erik Carlsson                       | Mario Pavoni                        | Saab 93                             |           |
| 1958 | Jyväskylän Suurajot                                    | Osmo Kalpala                        | Eino Kalpala                        | Alfa Romeo Giulietta TI             |           |
| 1959 | IX Jyväskylän Suurajot                                 | Gunnar Callbo                       | Väinö Nurmimaa                      | Volvo PV544                         | ERC       |
| 1960 | X Jyväskylän Suurajot                                  | Carl-Otto Bremer                    | Juhani Lampi                        | Saab 96                             | ERC       |
| 1961 | Jyväskylän Suurajot                                    | Rauno Aaltonen                      | Väinö Nurmimaa                      | Mercedes-Benz 220 SE                | ERC       |
| 1962 | Jyväskylän Suurajot                                    | Pauli Toivonen                      | Jaakko Kallio                       | Citroën DS 19                       | ERC       |
| 1963 | 1000 Lakes Rally                                       | Simo Lampinen                       | Jyrki Ahava                         | Saab 96 Sport                       | ERC       |
| 1964 | Jyväskylän Suurajot                                    | Simo Lampinen                       | Jyrki Ahava                         | Saab 96 Sport                       | ERC       |
| 1965 | Jyväskylän Suurajot                                    | Timo Mäkinen                        | Pekka Keskitalo                     | BMC Cooper S                        | ERC       |
| 1966 | 1000 Lakes Rally                                       | Timo Mäkinen                        | Pekka Keskitalo                     | Morris Cooper                       | ERC       |
| 1967 | 1000 Lakes Rally                                       | Timo Mäkinen                        | Pekka Keskitalo                     | BMC Cooper S                        | ERC       |
| 1968 | 18. Jyväskylän Suurajot - Rally of the 1000 Lakes 1968 | Hannu Mikkola                       | Anssi Järvi                         | Ford Escort TC                      | ERC       |
| 1969 | 19th 1000 Lakes Rally                                  | Hannu Mikkola                       | Anssi Järvi                         | Ford Escort TC                      |           |
| 1970 | 20th 1000 Lakes Rally                                  | Hannu Mikkola                       | Gunnar Palm                         | Ford Escort TC                      | ERC       |
| 1971 | 21st 1000 Lakes Rally                                  | Stig Blomqvist                      | Arne Hertz                          | Saab 96 V4                          | ERC       |
| 1972 | 22nd 1000 Lakes Rally                                  | Simo Lampinen                       | Klaus Sohlberg                      | Saab 96 V4                          | ERC       |
| 1973 | 23rd 1000 Lakes Rally                                  | Timo Mäkinen                        | Henry Liddon                        | Ford Escort RS1600                  | WRC       |
| 1974 | 24th 1000 Lakes Rally                                  | Hannu Mikkola                       | John Davenport                      | Ford Escort RS1600                  | WRC       |
| 1975 | 25th 1000 Lakes Rally                                  | Hannu Mikkola                       | Atso Aho                            | Toyota Corolla Levin                | WRC       |
| 1976 | 26th 1000 Lakes Rally                                  | Markku Alén                         | Ilkka Kivimäki                      | Fiat 131 Abarth                     | WRC       |
| 1977 | 27th 1000 Lakes Rally                                  | Kyösti Hämäläinen                   | Martti Tiukkanen                    | Ford Escort RS1800                  | WRC       |
| 1978 | 28th 1000 Lakes Rally                                  | Markku Alén                         | Ilkka Kivimäki                      | Fiat 131 Abarth                     | WRC       |
| 1979 | 29th 1000 Lakes Rally                                  | Markku Alén                         | Ilkka Kivimäki                      | Fiat 131 Abarth                     | WRC       |
| 1980 | 30th 1000 Lakes Rally                                  | Markku Alén                         | Ilkka Kivimäki                      | Fiat 131 Abarth                     | WCD       |
| 1981 | 31st 1000 Lakes Rally                                  | Ari Vatanen                         | David Richards                      | Ford Escort RS1800                  | WRC       |
| 1982 | 32nd 1000 Lakes Rally                                  | Hannu Mikkola                       | Arne Hertz                          | Audi Quattro                        | WRC       |
| 1983 | 33rd 1000 Lakes Rally                                  | Hannu Mikkola                       | Arne Hertz                          | Audi Quattro A2                     | WRC       |
| 1984 | 34th 1000 Lakes Rally                                  | Ari Vatanen                         | Terry Harryman                      | Peugeot 205 Turbo 16                | WRC       |
| 1985 | 35th 1000 Lakes Rally                                  | Timo Salonen                        | Seppo Harjanne                      | Peugeot 205 Turbo 16 E2             | WRC       |
| 1986 | 36th 1000 Lakes Rally                                  | Timo Salonen                        | Seppo Harjanne                      | Peugeot 205 Turbo 16 E2             | WRC       |
| 1987 | 37th 1000 Lakes Rally                                  | Markku Alén                         | Ilkka Kivimäki                      | Lancia Delta HF 4WD                 | WRC       |
| 1988 | 38th 1000 Lakes Rally                                  | Markku Alén                         | Ilkka Kivimäki                      | Lancia Delta Integrale              | WRC       |
| 1989 | 39th 1000 Lakes Rally                                  | Mikael Ericsson                     | Claes Billstam                      | Mitsubishi Galant VR-4              | WRC       |
| 1990 | 40th 1000 Lakes Rally                                  | Carlos Sainz                        | Luís Moya                           | Toyota Celica GT-Four               | WRC       |
| 1991 | 41st 1000 Lakes Rally                                  | Juha Kankkunen                      | Juha Piironen                       | Lancia Delta Integrale 16V          | WRC       |
| 1992 | 42nd 1000 Lakes Rally                                  | Didier Auriol                       | Bernard Occelli                     | Lancia Delta HF Integrale           | WRC       |
| 1993 | 43rd 1000 Lakes Rally                                  | Juha Kankkunen                      | Denis Giraudet                      | Toyota Celica Turbo 4WD             | WRC       |
| 1994 | 44th 1000 Lakes Rally                                  | Tommi Mäkinen                       | Seppo Harjanne                      | Ford Escort RS Cosworth             | WRC       |
| 1995 | 45th Neste 1000 Lakes Rally                            | Tommi Mäkinen                       | Seppo Harjanne                      | Mitsubishi Lancer Evo III           |           |
| 1996 | 46th Neste 1000 Lakes Rally                            | Tommi Mäkinen                       | Seppo Harjanne                      | Mitsubishi Lancer Evo III           | WRC       |
| 1997 | 47th Neste Rally Finland                               | Tommi Mäkinen                       | Seppo Harjanne                      | Mitsubishi Lancer Evo IV            | WRC       |
| 1998 | 48th Neste Rally Finland                               | Tommi Mäkinen                       | Risto Mannisenmäki                  | Mitsubishi Lancer Evo V             | WRC       |
| 1999 | 49th Neste Rally Finland                               | Juha Kankkunen                      | Juha Repo                           | Subaru Impreza WRC                  | WRC       |
| 2000 | 50th Neste Rally Finland                               | Marcus Grönholm                     | Timo Rautiainen                     | Peugeot 206 WRC                     | WRC       |
| 2001 | 51st Neste Rally Finland                               | Marcus Grönholm                     | Timo Rautiainen                     | Peugeot 206 WRC                     | WRC       |
| 2002 | 52nd Neste Rally Finland                               | Marcus Grönholm                     | Timo Rautiainen                     | Peugeot 206 WRC                     | WRC       |
| 2003 | 53rd Neste Rally Finland                               | Markko Märtin                       | Michael Park                        | Ford Focus WRC                      | WRC       |
| 2004 | 54th Neste Rally Finland                               | Marcus Grönholm                     | Timo Rautiainen                     | Peugeot 307 WRC                     | WRC       |
| 2005 | 55th Neste Rally Finland                               | Marcus Grönholm                     | Timo Rautiainen                     | Peugeot 307 WRC                     | WRC       |
| 2006 | 56th Neste Oil Rally Finland                           | Marcus Grönholm                     | Timo Rautiainen                     | Ford Focus WRC                      | WRC       |
| 2007 | 57th Neste Oil Rally Finland                           | Marcus Grönholm                     | Timo Rautiainen                     | Ford Focus WRC                      | WRC       |
| 2008 | 58th Neste Oil Rally Finland                           | Sébastien Loeb                      | Daniel Elena                        | Citroën C4 WRC                      | WRC       |
| 2009 | 59th Neste Oil Rally Finland                           | Mikko Hirvonen                      | Jarmo Lehtinen                      | Ford Focus WRC                      | WRC       |
| 2010 | 60th Neste Oil Rally Finland                           | Jari-Matti Latvala                  | Miikka Anttila                      | Ford Focus WRC                      | WRC       |
| 2011 | 61st Neste Oil Rally Finland                           | Sébastien Loeb                      | Daniel Elena                        | Citroën DS3 WRC                     | WRC       |
| 2012 | 62nd Neste Oil Rally Finland                           | Sébastien Loeb                      | Daniel Elena                        | Citroën DS3 WRC                     | WRC       |
| 2013 | 63rd Neste Oil Rally Finland                           | Sébastien Ogier                     | Julien Ingrassia                    | Volkswagen Polo R WRC               | WRC       |
| 2014 | 64rd Neste Oil Rally Finland                           | Jari-Matti Latvala                  | Miikka Anttila                      | Volkswagen Polo R WRC               | WRC       |
| 2015 | 65rd Neste Oil Rally Finland                           | Jari-Matti Latvala                  | Miikka Anttila                      | Volkswagen Polo R WRC               | WRC       |
| 2016 | 66. Neste Rally Finland                                | Kris Meeke                          | Paul Nagle                          | Citroën DS3 WRC                     | WRC       |
| 2017 | 67. Neste Oil Rally Finland                            | Esapekka Lappi                      | Janne Ferm                          | Toyota Yaris WRC                    | WRC       |
| 2018 | 68. Neste Oil Rally Finland                            | Ott Tänak                           | Martin Järveoja                     | Toyota Yaris WRC                    | WRC       |
| 2019 | 69. Neste Oil Rally Finland                            | Ott Tänak                           | Martin Järveoja                     | Toyota Yaris WRC                    | WRC       |
| 2020 | Neste Rally Finland 2020                               | Odwołany z powodu epidemii COVID-19 | Odwołany z powodu epidemii COVID-19 | Odwołany z powodu epidemii COVID-19 | WRC       |
| 2021 | 70. Secto Rally Finland                                | Elfyn Evans                         | Scott Martin                        | Toyota Yaris WRC                    | WRC       |
| 2022 | 71. Secto Rally Finland                                | Ott Tänak                           | Martin Järveoja                     | Hyundai i20 N WRC Rally1            | WRC       |
| 2023 | 72. Secto Rally Finland                                | Elfyn Evans                         | Scott Martin                        | Toyota GR Yaris Rally1              | WRC       |
| 2024 | 73. Secto Rally Finland                                | Sébastien Ogier                     | Vincent Landais                     | Toyota GR Yaris Rally1              | WRC       |
| 2025 | 74. Secto Rally Finland                                | Kalle Rovanperä                     | Jonne Halttunen                     | Toyota GR Yaris Rally1              | WRC       |

- ERC – Rajdowe Mistrzostwa Europy
- WRC – Rajdowe mistrzostwa świata
- WCD – Rajdowe mistrzostwa świata (zaliczane tylko do klasyfikacji kierowców)